# David Calle Parrilla
David Calle Parrilla   (Coslada, 1972) és un enginyer de telecomunicacions espanyol. Professor d'acadèmia presencial i en línia des de Secundària fins a la Universitat, fou nominat entre els deu finalistes al Global Teacher Prize el 2017 i és considerat una de les cent persones més creatives a nivell mundial per la revista Forbes.

## Biografia
És llicenciat per la Universitat Politècnica de Madrid. Inicialment, va treballar en Xfera, l'operadora de mòbils coneguda amb el nom de Yoigo. El 2005, una crisi en el sector de les telecomunicacions el va deixar sense feina, i va tornar a l'acadèmia on havia fet classes durant la seva etapa com a estudiant d'enginyeria de telecomunicacions. Dos anys després, va apostar per la branca docent, i va fundar la seva pròpia acadèmia el 2005, als afores de Madrid.
En 2011, va percebre que les hores de classe a l'acadèmia no eren suficients perquè l'alumnat aconseguís adquirir els conceptes tècnics de les matemàtiques, la física, la química i la tecnologia, i va decidir començar a utilitzar YouTube com una plataforma pedagògica amb tutorials en vídeo. Així, va sorgir el germen del seu canal de YouTube, Unicoos, que actualment és una organització educativa i un lloc web, on ensenya matemàtiques i ciències per a estudiants d'educació secundària i universitaris, arribant a convertir-se en un destacat canal educatiu de parla hispana al món. Com a ampliació del seu canal a YouTube on comptava amb més de 1.370.000 subscriptors, el desembre de 2014 va obrir una nova plataforma web del seu projecte Unicoos, una acadèmia en línia de caràcter gratuït, fonamentalment a Espanya i Llatinoamèrica.
Actualment, el seu canal a YouTube compta amb gairebé 1,45 milions de subscriptors, rebent com a compensació el Botó d'or de YouTube, fet que va compartir amb els seus seguidors a través de les xarxes socials.

## Obres[calcitació]
- No et rendeixis mai
- Quant pesen els núvols?

## Reconeixements
L'any 2017 va quedar entre els deu finalistes al Global Teacher Prize, que es van lliurar el 19 de març de 2017.